# Superfuzz Bigmuff
Superfuzz Bigmuff — дебютный мини-альбом американской гранж-группы Mudhoney, вышедший в октябре 1988 года на лейбле Sub Pop. В 1990 году на сборнике Superfuzz Bigmuff Plus Early Singles были повторно выпущены все песни с этого мини-альбома.
| Оценки критиков               | Оценки критиков |
| Источник                      | Оценка          |
| ----------------------------- | --------------- |
| AllMusic                      | [ 1 ]           |
| Mojo                          | [ 2 ]           |
| NME                           | 8/10            |
| The Observer                  | [ 4 ]           |
| Pitchfork                     | 9.1/10          |
| PopMatters                    | 9/10            |
| The Rolling Stone Album Guide | [ 7 ]           |
| Spin Alternative Record Guide | 8/10            |
| Uncut                         | [ 9 ]           |

## Об альбоме
Мини-альбом был назван в честь двух любимых гитарных примочек группы — Super Fuzz и Big Muff, с помощью которых был создан отличительный «грязный» звук группы. На обложке изображён фронтмен группы Марк Арм (слева) и гитарист Стив Тёрнер (справа). Фотография была сделана Чарльзом Петерсоном.
Мини-альбом продавался очень плохо (даже по стандартам Sub Pop). Но в то же время альбом является одним из самых известных среди всей музыки Сиэтла. В середине 2008 года мини-альбом стартовал на 25 месте в чарте UK Indie Album Chart, что является рекордом для мини-альбома, вышедшего двадцать лет назад.

## Список композиций
Все песни написаны Mudhoney.
1. «Need» — 3:00
2. «Chain That Door» — 1:51
3. «Mudride» — 5:43
4. «No One Has» — 3:26
5. «If I Think» — 3:37
6. «In 'N' Out of Grace» — 5:28

## Расширенная версия 2008 года
Диск 1
1. «Touch Me I'm Sick»
2. «Sweet Young Thing (Ain't Sweet No More)»
3. «Twenty Four»
4. «Need»
5. «Chain That Door»
6. «Mudride»
7. «No One Has»
8. «If I Think»
9. «In 'N' Out of Grace»
10. «The Rose»
11. «Hate the Police»
12. «You Got It (Keep It Outta My Face)»
13. «Burn It Clean»
14. «Halloween»
15. «Need» (демо)
16. «Mudride» (демо)
17. «In 'N' Out of Grace» (демо)

Диск 2
1. «No One Has»
2. «Sweet Young Thing Ain't Sweet No More»
3. «Need»
4. «Chain That Door»
5. «If I Think»
6. «Mudride»
7. «Here Comes Sickness»
8. «Touch Me I'm Sick»
9. «In 'N' Out of Grace»
10. «Mudride»
11. «Here Comes Sickness»
12. «No One Has»
13. «By Her Own Hand»
14. «Touch Me I'm Sick»
15. «Dead Love»

Песни 1—9 были записаны на концерте в Берлине 10 октября, 1988 года.
Песни 10—15 были записаны на радио KCSB-FM 16 ноября 1988 года.

## Принимали участие в записи
- Марк Арм — гитара, вокал
- Стив Тёрнер — гитара, вокал
- Мэтт Лукин[англ.] — бас-гитара, вокал
- Дэн Питерс — барабаны, вокал
- Джек Эндино — звукорежиссёр